# 2022-es magyarországi népszavazás
A 2022-es magyarországi népszavazás (a kormánypárti sajtóban rendszeresen gyermekvédelmi népszavazás, az ellenzéki és a kormánytól független sajtó egy részében rendszeresen homofób népszavazás) egy 2022. április 3-án Magyarországon megrendezett országos népszavazás volt. Ez volt Magyarországon az első olyan országos referendum, amelyet az országgyűlési választással egy időben, azzal összevonva tartottak meg, és egyben nyolcadik országos népszavazás volt. Ennek ellenére a népszavazás nem érte el az érvényességi küszöböt, így érvénytelen lett.
A négy kérdést a kormány kezdeményezte, miután a kérdéskörben több éven át tartó feszültség alakult ki a konzervatív magyar kormányzat és a kérdést progresszívan kezelő nyugat-európai politikai és civil szervezetek között.

## A népszavazás háttere
A népszavazás közvetlen előzménye a 2021-es gyermekvédelmi törvény elfogadása volt. A korábbi időszak pedofil ügyeit követően a kormány úgy határozott, hogy szigorítja a pedofília magyarországi büntethetőségét. A gyermekeket a pedofiloktól védő, illetve a pedofil cselekményeket megtorló intézkedések közé a törvényt beterjesztő Hende Csaba olyan intézkedéseket is megfogalmazott, amelyek a pedofil elkövetők mellett az LMBT-mozgalom Nyugat-Európában már kialakult gyakorlatát érintették. Ezek közé tartozott a gyermek születési nemének védelme és megváltoztatásának tilalma, illetve a biológiai nemtől való eltérés és homoszexualitás népszerűsítésének tilalma a 18 éven aluliak számára. A gyermekvédelmi törvényt az Országgyűlés elfogadta, ami felháborodást váltott ki mind az LMBT-mozgalom, mind a mozgalmat támogató nyugati politikusok felől. A magyar kormánnyal más téren is szemben álló európai politikusok jelentős része rendkívül éles kritikákat fogalmazott meg az általuk kirekesztőnek és megbélyegzőnek tartott magyar politikával szemben, amelyet az Orbán-kormány az ország szuverenitásának megsértéseként, a magyar társadalom megtörésére tett külső kísérletként értelmezett és kommunikált. A kormány a külföldi politikai és morális nyomással szemben a hazai társadalom támogatását kívánta felmutatni, ezért az (ellenzői és egyes támogatói szerint homofóbbá eltérített) gyermekvédelmi törvény intézkedéseinek védelmében öt kérdésben népszavazást kezdeményezett. 2022. január 14-én, a Kossuth rádióban elhangzott szokásos péntek reggeli rádióinterjújában Orbán Viktor utalást tett az LMBTQ emberek és a pedofília közötti állítólagos összefüggésekre (A kettő összemosása hamis vád, amelyet korábban már többször megcáfoltak.)

## A népszavazás kezdeményezése
Orbán Viktor 2021. július 21-én a Facebook felületén tartott tájékoztatójában jelentette be, hogy kormánya öt kérdésben kezdeményezi a népszavazás kiírását. A felvétel megjelenésével egy napon a kormányzat mind az öt kérdést be is nyújtotta a Nemzeti Választási Bizottság számára jóváhagyásra. Az NVB mind az öt kérdést népszavazásra bocsáthatónak találta és hitelesítette. Valamennyi elfogadott kérdés esetében magánszemélyek és az MKKP kérelmet nyújtottak be a Kúriához, amelyben a NVB döntésének felülvizsgálatát kérték. A Kúria mintegy három hónapon át, 2021 november közepéig vizsgálta a kérelmeket. Négy kérdés esetében a Kúria a felülvizsgálatot elutasította és a kérdéseket népszavazásra bocsájthatónak találta. Egy kérdés esetében („Támogatja-e Ön, hogy kiskorú gyermekek számára is elérhetők legyenek a nemátalakító kezelések?”) a Kúria az NVB döntését felülírta, a kérdést pedig az Alaptörvénybe ütközőnek minősítette, így népszavazásra bocsájtását megtagadta.
A kormány az Alkotmánybíróságon támadta meg a Kúria döntését, méghozzá sikerrel, ugyanis a taláros testület megsemmisítette a kúriai határozatot, mondván, hogy akár az igenek, akár a nemek kerülnek többségbe, az Országgyűlésnek lenne módja az Alaptörvénynek megfelelő jogszabályt alkotni. A kormány végül mégis megelégedett a négy kérdéssel. A Kúriának a megsemmisítő határozat után újból el kellett járnia az ügyben, végül kevesebb mint két héttel a népszavazás megtartása előtt született meg a döntés, amelyben a bíróság ismételten megtagadta a kérdés hitelesítését.
A népszavazás Országgyűlés által történt elrendelése után további indítványok érkeztek az Alkotmánybírósághoz. Egyes indítványozók magát az elrendelést tartalmazó országgyűlési határozatot támadták. Az Alkotmánybíróság ezeket az ügyeket egyesítette, és az OGY határozatot helybenhagyta.
Más indítványozók – a Társaság a Szabadságjogokért képviseletében – azzal a négy kúriai döntéssel szemben nyújtottak be alkotmányjogi panaszt, amely jóváhagyta a maradék négy kérdés hitelesítését. Az Alkotmánybíróság a négy indítvány közül hármat érdemi vizsgálat nélkül visszautasított, arra hivatkozva, hogy az indítványok nem vetnek fel sem a bírói döntést érdemben befolyásoló alaptörvény-ellenességet, sem alapvető alkotmányjogi jelentőségű kérdést. A negyedik indítvány a testület szerint megfelelt a befogadhatósági kritériumoknak, az alaptörvény-ellenességet azonban nem látta megállapíthatónak, így az indítványt elutasította. Ezeknek a döntéseknek a meghozatalával minden alkotmányjogi akadály elhárult a népszavazás megtartása elől a hitelesített négy kérdésben.
A kezdeményezés közben az Országgyűlés megváltoztatta a népszavazások megrendezéséről szóló törvényt. 2022 tavaszára volt várható az következő országgyűlési választás időpontja, a korábbi szabályozás szerint viszont tilos népszavazás megrendezése a választás előtti és utáni 40 napos időhatáron belül. Az előírás megváltoztatását eredetileg Szabó Tímea kezdeményezte, indoklása szerint a választási és a népszavazási eljárás együttes lebonyolításával jelentős összeg takarítható meg. (A Szabó Tímea által felvetett megtakarítást az NVB 7 milliárd forintra becsülte.) Volner János javaslatára az Országgyűlés megalkotta az egy időben tartandó népszavazás és választás lebonyolítására vonatkozó eljárásrendet is, így lehetővé vált, hogy a két eseményt egyszerre rendezzék meg.

## Kérdések
- Támogatja-e Ön, hogy kiskorú gyermekeknek köznevelési intézményben a szülő hozzájárulása nélkül szexuális irányultságokat bemutató foglalkozást tartsanak?
- Támogatja-e Ön, hogy kiskorú gyermekek számára nemi átalakító kezeléseket népszerűsítsenek?
- Támogatja-e Ön, hogy kiskorú gyermekeknek fejlődésüket befolyásoló szexuális médiatartalmakat korlátozás nélkül mutassanak be?
- Támogatja-e Ön, hogy kiskorú gyermekeknek a nem megváltoztatását bemutató médiatartalmakat jelenítsenek meg?

## Kampány
A szavazást kezdeményező kormánypártok kezdettől fogva a nem válaszra buzdították szavazóikat. A népszavazás utcai kampánya 50 nappal a szavazás előtt kezdődött, amikor kihelyezték az első szavazásra felhívó kormányzati óriásplakátokat. A kormánypártok 3,7 milliárd forint közpénzből ismét rendkívül aránytalan túlerejű propagandát folytattak, ezúttal a nem szavazatok növelése érdekében.
A Háttér Társaság és az Amnesty International Magyarország kezdeményezésére, a Budapest Pride, a Labrisz Leszbikus Egyesület, a Magyar Helsinki Bizottság, a Magyar LMBT Szövetség, a Prizma Transznemű Közösség, a Szimpozion Egyesület, a Szivárványcsaládokért Alapítvány, a Társaság a Szabadságjogokért, a Hintalovon Gyermekjogi Alapítvány és a Transvanilla Transznemű Egyesület – a feltett kérdésekkel kapcsolatban számos kritikát megfogalmazva – a közös felhívásukban és kampányukban az érvénytelen voksolásra buzdítottak, amelyet az egyesült ellenzék is támogatott. Ezt úgy lehetett a legegyértelműbben megtenni, ha valaki az „igen” és „nem” karikát is beikszeli.
Az érdekképviseletek a kormány által kezdeményezett népszavazást a gyerekekre való hivatkozás miatt manipulatívnak tartották, mivel az érdemi kérdések tényszerű felvetése helyett (például: milyen jogosítvánnyal tarthasson egy szervezet szexuális ismeretterjesztést meghatározott életkorú fiataloknak) Magyarországon szándékként sem létező opciókat tüntetett fel valós lehetőségként. (Lásd: szalmabábérvelés, főként „a nem megváltoztatását bemutató médiatartalmak” bemutatása mint opció tekintetében.) Álláspontjuk szerint ez szerint sértette az LMBTQ emberek méltóságát azáltal, hogy létezésük tabu alá került volna az iskolákban. A kérdések többsége a transzneműségre vonatkozott, holott a világ egyetlen országában sem lehetséges 18 éves kor alatt nemi helyreállító műtéteket végezni.

## A népszavazás eredménye
A szavazólapon feltett (a kampányidőszak során a civil szervezetek részéről vitatott hitelességű) négy kérdésre adott nem válaszok aránya 92–95% között mozgott, azaz 3,6–3,7 millióan értettek egyet a kormány által feltett kérdésekkel, azonban a leadott szavazólapok átlagosan 21 százaléka, azaz 1,7 millió szavazat érvénytelen besorolást kapott. Mivel így az érvényességi küszöb átlépéséhez szükséges 4 107 652 főt nem sikerült elérni, a referendum mind az összes kérdésre nézve érvénytelenül zárult, azaz nem lett jogi következménye.
| Kérdés száma | Nemmel szavazók    | Igennel szavazók | Érvénytelen szavazatok | Nem szavazott      | Eredmény    |
| ------------ | ------------------ | ---------------- | ---------------------- | ------------------ | ----------- |
| 1.           | 3 610 154 (43,94%) | 300 282 (3,65%)  | 1 717 702 (20,91%)     | 2 587 166 (31,49%) | érvénytelen |
| 2.           | 3 721 934 (45,30%) | 158 447 (1,93%)  | 1 747 757 (21,27%)     | 2 587 166 (31,49%) | érvénytelen |
| 3.           | 3 691 376 (44,93%) | 180 785 (2,2%)   | 1 755 977 (21,37%)     | 2 587 166 (31,49%) | érvénytelen |
| 4.           | 3 683 104 (44,83%) | 186 938 (2,28%)  | 1 758 096 (21,40%)     | 2 587 166 (31,49%) | érvénytelen |

## A népszavazás után
A refendum  lebonyolítását követően az érvénytelen szavazásra buzdító kampány jogszerűségének tárgyában a Nemzeti Választási Bizottság több döntést hozott, amelyek mindegyikében a kampány egyes elemeinek jogsértő jellegét állapította meg, és a kampány két főszervezőjével szemben nagyösszegű, további résztvevőkkel szemben pedig kisebb összegű bírságokat is kiszabott. 
A kisebb összegű bírságok összege egyenként 176 400 Ft volt, amelynek megfizetésére összesen 16 szervezetet köteleztek. Az NVB szerint a népszavazási kampány nem irányulhat az érvénytelen szavazásra való buzdításra, „mert az nemcsak szétfeszíti, hanem át is töri a közvetlen hatalomgyakorlás alkotmányos célját és a mögötte meghúzódó jogalkotói akaratot”. A bírságra válaszul a civilek a Kúriához fordultak.  A Háttér Társaság nyilatkozata szerint „…a kormány megijedt, és most bírsággal akarja elhallgattatni azokat, akik érvénytelenítették a homofób és transzfób kampányát.”  A Háttér Társaság szerint a NVB olyan civil szervezeteket is megbírságolt, amelyek részt sem vettek az érvénytelen népszavazásra buzdító kampányban. A Kúria a megbírságolt kérelmezőknek adott igazat: az NVB határozatának támadott rendelkezéseit megváltoztatta, és a kifogást elutasította. Így a Kúria a bírság kiszabása ellen döntött.
A bojkottot hirdető két fő civil szervezetet, az Amnesty International Magyarországot és a Háttér Társaságot az NVB két külön határozatban egyenként 3 millió Ft-os bírsággal sújtotta. Mindkét szervezet jogorvoslattal élt a döntés ellen, a benyújtás előtt Vig Dávid, az Amnesty International Magyarország igazgatója úgy nyilatkozott, hogy „a nyilvánvalóan jogellenes bírság el fog bukni”. Az Amnesty International Magyarország ügyében a Kúria a másik döntésével összhangban határozott, az NVB határozat megváltoztatásával elutasította a vonatkozó kifogást, vagyis ez ügyben is felülbírálta a bírság kiszabását. A Háttér Társaság azonban sikertelenül támadta az ellene kiszabott bírságot: a Kúria a szervezet által benyújtott felülvizsgálati kérelmet érdemi vizsgálat nélkül elutasította, a kúriai döntés elleni alkotmányjogi panaszt pedig az Alkotmánybíróság visszautasította.
Összességében tehát a jogorvoslatok oda vezettek, hogy az NVB által eredetileg kiszabott bírságok nagyobbik hányadát nem kellett befizetni, a Háttér Társasággal szembeni nagyösszegű bírság viszont befizetendő maradt.

## Lásd még
- A Meseország mindenkié című mesekönyv és a Drag Queen Story Hour eredeti célja ehhez a népszavazáshoz szándékosan homofóbra és transzfóbra kiforgatva.
- Szexedukáció